# Comadia bertholdi
Comadia betrtholdi är en fjärilsart som beskrevs av Augustus Radcliffe Grote 1880. Comadia betrtholdi ingår i släktet Comadia och familjen träfjärilar. Inga underarter finns listade i Catalogue of Life.